# 106545 Коландуно
106545 Коландуно (106545 Colanduno) — астероїд головного поясу, відкритий 28 листопада 2000 року.
Тіссеранів параметр щодо Юпітера — 3,235.